# Тъмен лагер
Тъмният лагер (на английски: dark lager) е тъмна бира, тип лагер, с тъмнокехлибарен до тъмнокафяв цвят и характерен лек привкус и аромат на карамел и/или печен малц. Алкохолно съдържание: 4,2 – 6 %

## Видове
Тъмният лагер (dark lager) се произвежда в следните разновидности:
- Мюнхнер Дункел (Münchner Dunkel) или Мюнхенски тъмен лагер. Класически тип тъмна кафява бира лагер от района на Мюнхен, с малцов акцент. Цветът е от тъмнокехлибарен до тъмнокафяв, често с червени или гранатови оттенъци. Образува кремовидна пяна, от светло до средно жълто-кафява. Прозрачна, но се правят и тъмни нефилтрирани версии. Преобладава богатият и сложен вкус на мюнхенския малц, с умерена сладост. Богати аромати на малц, с нотки на шоколад, орехи, карамел и благороден хмел. Алкохолно съдържание: 4,5 – 5,6 %. Типични търговски марки са: Ayinger Altbairisch Dunkel, Hacker-Pschorr Alt Munich Dark, Paulaner Alt Munchner Dunkel, Weltenburger Kloster Barock-Dunkel, Penn Dark Lager, Capital Munich Dark, Harpoon Munich-type Dark Beer, Gordon Biersch Dunkels, Dinkel Acker Dark, Ottakringer Dunkles, Warsteiner Premium Dunkel, Hofbrau Dunkel, Becks Dark;
- Шварц бира или Черна бира (Schwarzbier). Регионална бира от Южна Тюрингия и Северна Франкония (Германия), вариант на мюнхенското тъмно (Munich Dunkel). В сравнение с него обаче е доста по-тъмно, по-сухо на вкус и със забележима острота на печен малц. В основата на шварц бирата са немски мюнхенски и пилзнер малц, с добавка на неголямо количество печени малцове (като Carafa) за получаване на тъмен цвят и фин препечен вкус. Използват се немски благородни сортове хмел и чисти немски лагерни дрожди. Цветът на бирата варира от средно до много тъмно кафяв, почти черен, често с рубинени и гранатови проблясъци, но почти никога не е абсолютно черен. Течността е прозрачна. Богат и сложен вкус на малц и благороден хмел. Малцов аромат с нотки на горчив шоколад. Алкохолно съдържание: 4,4 – 5,4 %. Типични търговски марки са: Kostritzer Schwarzbier, Kulmbacher Monchshof Premium Schwarzbier, Einbecker Schwarzbier, Weeping Radish Black Radish Dark Lager, Sprecher Black Bavarian, Sapporo Black Beer, Goose Island Schwarzbier, Einbecker Schwarzbier, Calumet Total Eclipse.
- Тъмен американски лагер (Dark American Lager). Прави се от двуредов или шестредов ечемик и царевица или ориз като добавки, както и карамелени и тъмни малцове. Цвят от тъмнокехлибарен до тъмнокафяв с ярка прозрачност и рубинени проблясъци. Обикновено пяната е светла жълто-кафеникава. Отличава се с умерено свеж вкус, със слаба до умерена сладост и лек привкус и аромат на карамел и/или печен малц. Алкохолно съдържание: 4,2 – 6 %. Типични търговски марки са: Dixie Blackened Voodoo, Shiner Bock, San Miguel Dark, Beck's Dark, Saint Pauli Girl Dark, Warsteiner Dunkel, Crystal Diplomat Dark Beer, Sleeman Original Dark, Michelob Dark, Lowenbrau Dark;
- Чешки тъмен лагер (Czech Dark Lager). Характерна чешка тъмна бира. Отличава се със средна плътност, червено-гранатов до черен цвят, в аромата изпъкват карамел и шоколад, препечен малц, лакриц и тъмни плодове. Вкусът е сладко-карамелен, малцов, с отчетлива хмелна горчивина и тревисти нотки на чешки сортове хмел. Алкохолно съдържание: 3,8 – 5,5 %. Типични търговски марки са: Konrad Tmavy Lezak, Krušovice Černé, Budweiser Budvar Tmave, Staropramen Černý Ležák, Bernard Černý ležák, Gambrinus Premium Černé, Klášter Tmavé Ležák, Chodovar Zámecké Černé, Karlovar Černý Granát, Velkopopovický Kozel Černý, Černá Hora Granat Tmavé, Bohemia Regent Tmavý Ležák, Matuška Tmavý Ležák, Starobrno Černé.